# 贝尔格莱德大学

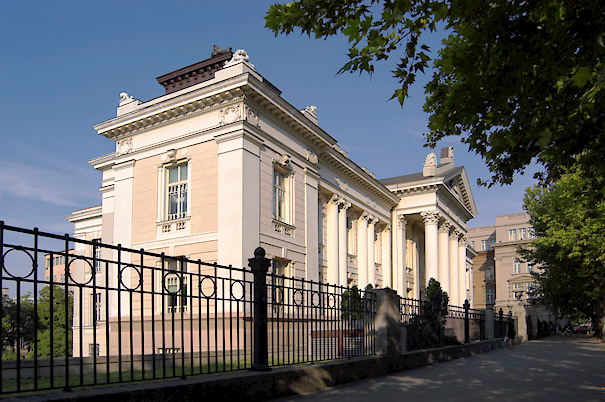
貝爾格萊德大學圖書館

贝尔格莱德大学位于塞爾維亞贝尔格莱德，是塞尔维亚最古老和最重要的高等教育机构，也是巴尔干半岛地区最大的大学之一。1808年在塞爾維亞革命期间成立，當時是一所高中。1838年和克拉古耶瓦茨的其他一些部門合併形成大學。

## 外部連結
- University of Belgrade official website  （塞爾維亞文） （英文）
- University of Belgrade的Facebook專頁